# Lynn Dickey
(en) Statistiques sur pro-football-reference
Clifford Lynn Dickey, né le 19 octobre 1949 à Paola, au Kansas,  est un joueur professionnel de football américain, qui a joué au poste de quarterback pour le Packers de Green Bay. Au niveau universitaire, il joue pour les Wildcats de l'université d'état du Kansas.
Il est sélectionné au 3e tour, en 56e position, par les Oilers de Houston, lors de la Draft 1971 de la NFL (en).
En 1992, Dickey est intronisé au Green Bay Packers Hall of Fame et en 1997 au Kansas Sports Hall of Fame.